# Oracle Team USA - 17 (AC50)
Pour les articles homonymes, voir Oracle Team USA, 17 et AC50.
Oracle Team USA-17 (AC50) est un catamaran-hydroptère de compétition de classe AC50 (50 pieds, ou 15 m) défenseur américain de la 35e Coupe de l'America 2017, aux Bermudes dans l'océan Atlantique. Il représente Oracle Team USA du Golden Gate Yacht Club de San Francisco, contre le challenger de l'Emirates Team New Zealand du Royal New Zealand Yacht Squadron de Nouvelle-Zélande (qui remporte la compétition 7 manches à 1).

## Histoire

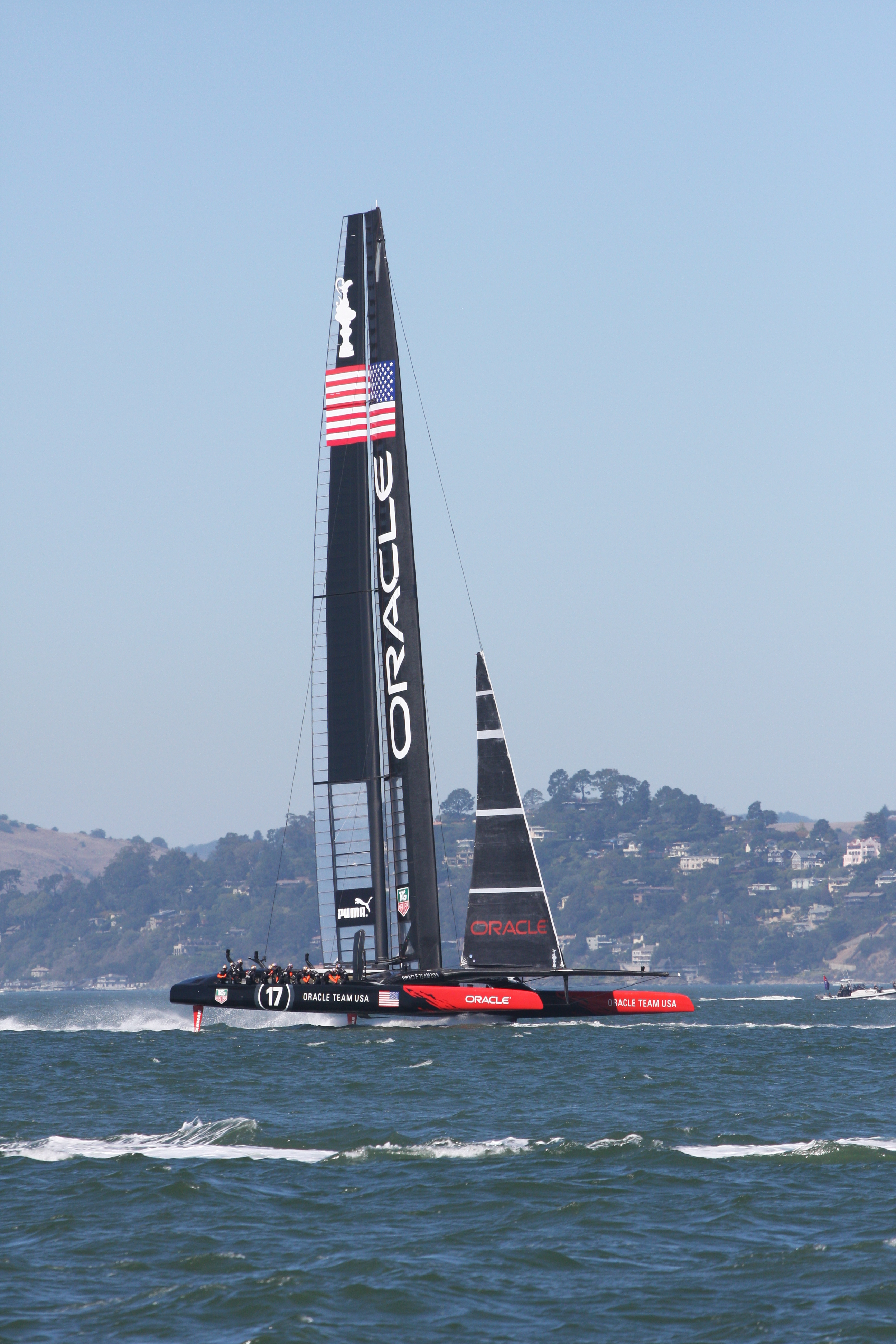
Oracle Team USA - 17 (AC72, 72 pieds, 22 m) précédent vainqueur de la Coupe de l'America 2013.

Le syndicat américain Oracle Team USA du Golden Gate Yacht Club du port de San Francisco en Californie (précédant BMW Oracle Racing et Oracle Racing) est fondé en 2000 par le milliardaire Larry Ellison (cofondateur d'Oracle) pour concevoir « les voiliers les plus rapides du monde » nommés avec leur numéro porte-bonheur « USA-17 ». Ces voiliers remportent :
- la Coupe de l'America 2010 (2 manches à 0) avec le défenseur BMW Oracle - USA 17 , face au challenger Alinghi 5, de la Société nautique de Genève.
- la Coupe de l'America 2013 (9 manches à 8) avec le défenseur Oracle Team USA - 17, face au challenger Aotearoa (ZNL-5), de l'Emirates Team New Zealand de Nouvelle-Zélande.

L'Emirates Team New Zealand lance alors un nouveau défi au vainqueur, pour la Coupe de l'America 2017 (qu'il remporte 7 manches à 1), avec des voiliers déclinés des précédents en classe AC50.
Oracle Team USA défi à nouveau le précédent, pour la Coupe de l'America 2021, avec des voiliers déclinés des précédents en classe AC72 (72,2 pieds, ou 22 m).

## Construction

Guidon du Golden Gate Yacht Club

Oracle Team USA (dirigé par l'architecture navale Grant Simmer (en)) collabore entre autres avec Airbus, et BMW, pour concevoir ce catamaran-hydroptère (décliné des précédents BMW Oracle - USA 17 (2010) et Oracle Team USA - 17 AC72 (2013)) et adapté aux spécifications de la nouvelle classe AC50 de 2017 (dérivée des classes AC45 de 2011, et AC72 de 2012) avec 6 hommes d'équipage, et de nombreuses innovations techniques en ingénierie et technologie spatiale,, pour des vitesses de pointe records de près de 85 km/h...